# عبد الرحمن البزاز
عبد الرحمن عبد اللطيف البزاز (1913 -1973) حقوقي وسياسي عراقي، شغل منصب رئيس الوزراء خلال فترة حكم الرئيسين عبد السلام عارف وعبد الرحمن عارف، كما أصبح رئيسا للجمهورية بالإنابة لمدة ثلاثة أيام عقب مقتل الرئيس عبد السلام عارف في حادث تحطم طائرتهِ، وقبل أن يصبح رئيس الوزراء شغل منصب سفير العراق في عدة دول، واعتقل بعد تنحية الرئيس عبد الرحمن عارف وتعرض إلى التعذيب في السجن، ثم أطلق سراحه وهو مريض فسافر إلى لندن للعلاج ورجع إلى بغداد وتوفي فيها بعد سوء حالته واصابته بشلل نتيجة جلطة دماغية، ويعتبر عبد الرحمن البزاز أول رئيس وزراء مدني في تأريخ الجمهورية العراقية، كما ويعتبر أول مدني يصبح رئيس الدولة خلال أيام رئاسته المؤقتة للجمهورية، وقد رشح نفسه لرئاسة الجمهورية إلا أنه انسحب لمصلحة عبد الرحمن عارف في جلسة الانتخاب المشتركة من قبل مجلـس الدفاع الوطني ومجلس الوزراء.

## ولادته وحياته قبل 1958

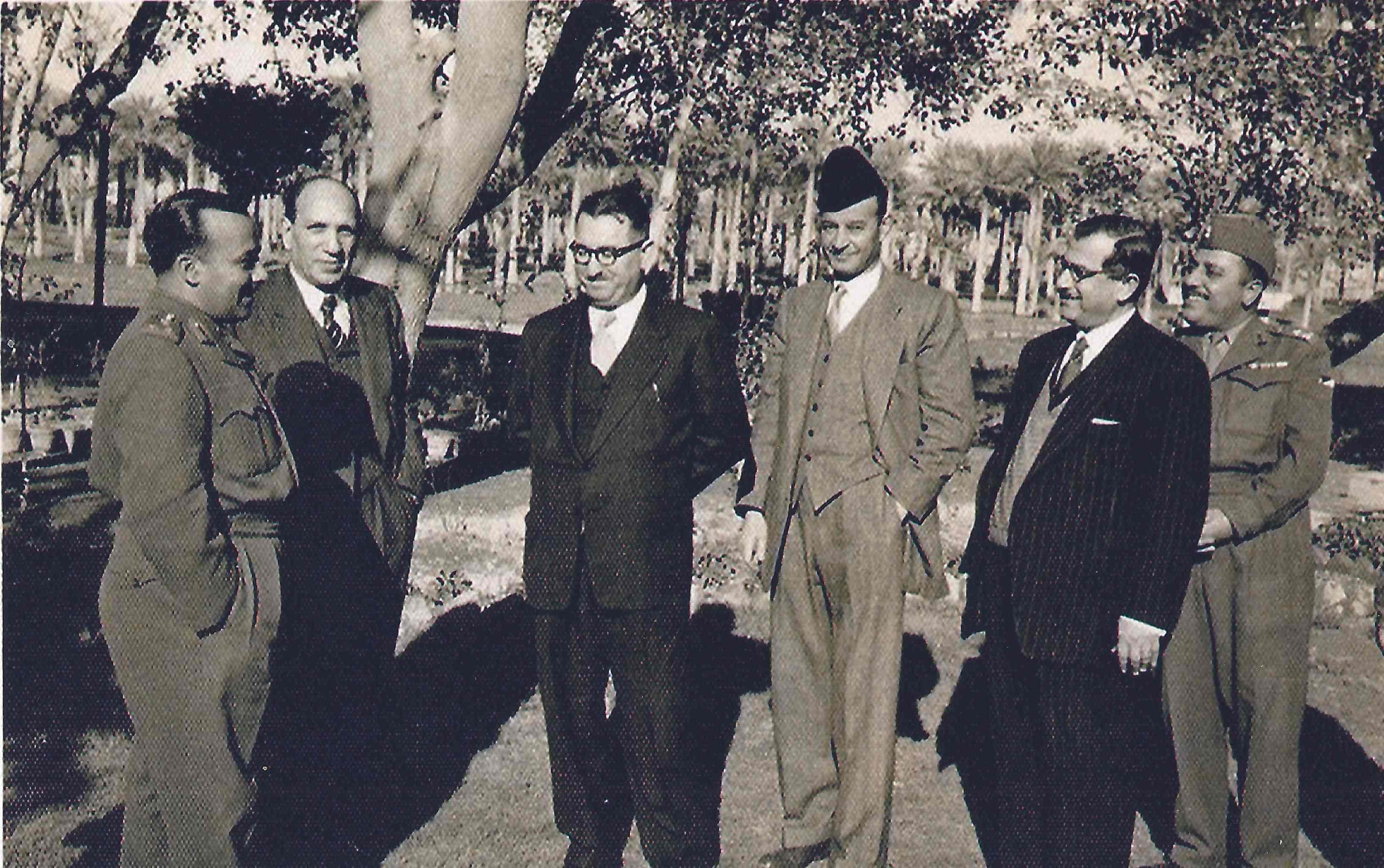
مع مجموعة من أعيان العهد الملكي ويظهر عبد الرحمن البزاز الثاني من اليمين، والثالث من اليسار محمد فاضل الجمالي وبجانبه موسى كاظم الثاني من اليسار في حفل أقيم في عهد المملكة العراقية عام 1954

ولد عبد الرحمن عبد اللطيف البزاز في بغداد في 20 فبراير 1913، ونشأ بها وتعلم القرآن في صغرهِ عند الكتاتيب، ثم أكمل دراسته الابتدائية والاعدادية في بغداد والتحق بكلية الحقوق التي تخرج منها في عام 1935، ثم رشح في بعثة دراسية إلى بريطانيا لإتمام دراسته العليا حيث التحق بالكلية الملكية في لندن، ولكنهُ عاد إلى بغداد عند إعلان الحرب العالمية الثانية قبل أن ينال درجة الدكتوراه. وبعد عودته التحق بطاقم التدريس في كلية الحقوق، إلا أنه فصل من الخدمة اثر تأييدهِ لحركة مايس 1941، حيث تعرض إلى الاعتقال، ولم يعاد إلى الخدمة المدنية إلا عام 1945 حينما التحق بالعمل في وزارة العدل التي تسلم فيها أكثر من منصب بما فيها منصب قاضي، ولقد انتدب خلال عامي 1952- 1953 ولفترة وجيزة للعمل ضمن هيئة الأمم المتحدة للأمور القانونية، ثم انضم إلى لجنة التدقيق العامة التابعة لضريبة الدخل العامة في عام 1953. ثم عين عضوا في لجنة لائحة الاستثمار للأموال الأجنبية في المرافق العامة في عام 1954 .ثم أعيد تعيينه وظيفة حاكم بداءة بغداد الأقدم قبل أن ينتدب لوكالة عمادة كلية التجارة والاقتصاد في عام 1954م. وفي عام 1955 عين عميداً لكلية الحقوق، وعلى اثر عريضة رفعها رجال من وزارة التعليم العالي كان البزاز على رأسهم ولقد فصل البزاز واعتقل لفترة، وكان خلال تلك الفترة قد ترأس نادي البعث الرياضي الذي كان من مؤسسيه، ثم أطلق سراحهِ لاحقا ومارس المحاماة حتى ثورة 14 تموز 1958، وعبد الرحمن البزاز ينتمي إلى عشيرة المعاضيد، إحدى عشائر قبيلة شَمّر.

## حياته بعد 1958
أعيد البزاز إثر إعلان الجمهورية إلى منصبه كعميد لكلية الحقوق. ثم أصبح قاضياً في محكمة التمييز عام 1959، ولم تمض بضعة أشهر على تعيينهِ حتى حصلت حركة الشواف التي دعمها فتم اعتقاله ومحاكمته، وبقي معتقلاً لعدة أشهر ثم أطلق سراحه وغادر العراق إلى لبنان، ثم انتقل إلى القاهرة وعهدت إليه عمادة معهد الدراسات العربية العليا خلفاً للدكتور طه حسين وعمل كاستاذ غير متفرغ لكلية الحقوق في جامعة عين شمس في القاهرة. وبعد أيام من الانقلاب على عبد الكريم قاسم، تم تعيين البزاز سفيرا للعراق في القاهرة، ثم نقل إلى لندن سفيرا للعراق هناك، قبل أن يتولى منصب الأمين العام لمنظمة الاقطار المصدرة للنفط (اوبك) في 1 مايو 1964.

## رئاسة الوزراء

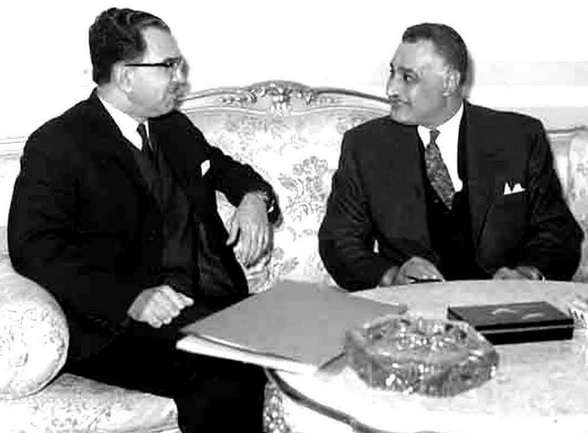
الرئيس جمال عبد الناصر مع عبد الرحمن البزاز، في القاهرة عام 1966

وفي ايلول 1965 أصبح نائب رئيس الوزراء ووزير الخارجية والنفط وكالة ولم تمر بضعة أيام على تعيينه حتى حصلت المحاولة الانقلابية الفاشلة التي قادها العميد الركن الطيار عارف عبد الرزاق الكبيسي، فأصبح البزاز على إثرها رئيسا للوزراء في 21 سبتمبر 1965 وخلال حكومته تلك أصبح رئيسا للجمهورية بالإنابة في 13 ابريل 1966 لثلاثة أيام إثر مقتل الرئيس عبد السلام عارف، وبعد أن تم انتخاب عبد الرحمن عارف قام البزاز بتقديم استقالة حكومته إلى الرئيس الجديد الذي كلفه باعادة تشكيل الحكومة مرة أخرى واستمر في منصبه حتى استقالته في شهر اغسطس من عام 1966.

## ترشحه لرئاسة الجمهورية وانسحابه منها
بعد مصرع الرئيس عبد السلام عارف، ووفقا للدستور المؤقت كان على مجلس الوزراء ومجلس الدفاع الوطني الاجتماع لاختيار رئيس جديد للبلاد، وعقد الاجتماع المشترك في مساء يوم 16 ابريل من عام 1966، وكان المرشحون لمنصب الرئيس كل من الفريق عبد الرحمن عارف رئيس اركان الجيش وشقيق الرئيس الراحل، وعبد الرحمن البزاز رئيس الجمهورية بالإنابة ورئيس الوزراء، والعميد عبد العزيز العقيلي وزير الدفاع.
أفضت نتائج الجولة الأولى من الانتخاب إلى حصول البزاز على 14 صوتا، وعارف 13 صوتا، والعقيلي صوت واحد هو صوته نفسه، ولما كان الدستور قد اشترط حصول الفائر على ثلثي الاصوات، فقد تقرر إعادة الانتخاب بين عارف والبزاز، وما إن بدأت الجلسة الثانية حتى أعلن البزاز سحب ترشيحه، ولقد برر البزاز تنازله لصالح الفريق عبد الرحمن عارف بالقول: (إنه رشح الفريق عارف وتنازل بأصواته لا بوصفه مفروضاً عليهم فرضاً، وإنما لدواعي المسؤولية التاريخية ولرعاية مصالح البلد والحفاظ على وحدته وقدرته على تحمل المسؤولية ولتفويت الفرصة على الكتلة العسكرية).

## إرثه ومنجزاته
بسبب تعيينه عميدا لكلية الحقوق في جامعة بغداد، وعميدا لكلية التجارة والاقتصاد، فقد كان يلقب (بذو العمادتين).
وله كتب ومؤلفات عديدة بلغت أكثر من عشرين مؤلفا وكتابا في القضايا القانونية والسياسية والاجتماعية والفكرية، ونشر البزاز أبحاثا ومقالات كثيرة في الصحف والمجلات، وألقى أحاديث في إذاعة بغداد، وساهم في كثير من الندوات والمؤتمرات داخل العراق وخارجه.

## من مؤلفاته
- مذكرات عن أحكام الأراضي في العراق - بغداد - 1940م.
- الموجز في تاريخ القانون - بغداد - 1949م.
- الإسلام والقومية العربية - بغداد - 1952م.
- مبادئ أصول القانون - بغداد - 1958م.
- أبحاث وأحاديث في الفقه والقانون - 1958م.
- الدولة الموحدة والدولة الاتحادية - بغداد - 1958م.
- صفحات من الأمس القريب - بيروت - 1960م.
- بحوث في القومية - القاهرة - 1962م.
- من وحي العروبة - بغداد - 1963م.
- هذه قوميتنا - بغداد - 1964م.
- مبادئ القانون المقارن - بغداد - 1967م.
- نظرات في التربية والاجتماع والقومية - بغداد - 1967م.
- العراق من الاحتلال إلى الاستقلال - بغداد - 1967م.

## وفاته
كان البزاز في لبنان عندما قامت ثورة 17 تموز 1968، ولما عاد للعراق في عام 1969 اعتقل في قصر النهاية، وتعرض في السجن إلى عمليات تعذيب بدنية قاسية، وأطلق سراحه بعد أن تعرض إلى جلطة دماغية أفقدته القدرة على الحركة والنطق فسافر به أهله إلى لندن للعلاج ولم ينفع معه العلاج، وقال الطاقم الطبي إن حالته ميئوس منها فرجع لبغداد حيث توفي فيها يوم الخميس 28 حزيران 1973م، ودفن في مقبرة الخيزران، قرب مرقد الشيخ محمد القزلجي.
وقال ابن أخته مناف الواعظ:((خالي البزاز توفي في بغداد بعد إصابته بشلل كلي لمدة ثلاثة سنوات تسبب جلطة في الدماغ عندما كان في السجن، وأخرج بالإقامة الجبرية في داره في الأعظمية في محلة راغبة خاتون، وفي اليوم التالي لخروجه بدأ يشعر بأعراض غريبة ولكن الأطباء أخبروه أنها نتيجة الإرهاق في السجن وبعد ثلاثة أيام من خروجه أصيب بالجلطة الدماغية، وخصصت غرفة له في مستشفى مدينة الطب لعلاجهِ بأمر من الرئيس أحمد حسن البكر، وتم بعد ذلك إرساله إلى لندن للعلاج وبقي هناك لعدة أشهر ولقد دفعت نفقات علاجه في لندن من قبل الرئيس الليبي معمر القذافي والذي كان في ذلك الوقت يدعو للقومية العربية قبل أن يتغير ويتحول إلى الاتحاد الأفريقي، وقد أخبر الطاقم الطبي في لندن عائلته بأن حالته الصحية ميؤوس منها فأعيد إلى العراق وكان يعطى الطعام عن طريق أنبوب يمر عبر فتحة أسفل الحنجرة، وقد أخبر البزاز أقاربه عن ندمهِ من الرجوع إلى العراق قادماً من لبنان في عام 1968، حيث أدخل السجن عدة مرات في الأعوام 1941، 1956، 1959، 1968 ولم يعلم أن دخوله الأخير سيكون فيه نهايته مضافا إليها شدة التعذيب من الضرب وقلع أظافر اليد والرجل والتجويع والتعطيش.

## روابط خارجية
- عبد الرحمن البزاز على موقع الموسوعة البريطانية (الإنجليزية)
- عبد الرحمن البزاز على موقع مونزينجر (الألمانية)